# Conospermum burgessiorum
Conospermum burgessiorum (лат.) — кустарник, вид рода Коноспермум (Conospermum) семейства Протейные (Proteaceae), эндемик восточной Австралии. Встречается в Квинсленде и Новом Южном Уэльсе.

## Ботаническое описание
Conospermum brownii — разветвлённый, прямостоячий или раскидистый кустарник 1,5-3 м высотой. Листья линейные, 6-19 см длиной, 2-8 мм шириной, восходящие, гладкие и более или менее опушённые вдоль средней жилки и у основания. Соцветие — метёлка; цветоносный побег 5,5-18 см длиной, редко бархатистый; прицветники яйцевидные, 1,8-3 мм длиной, 1-2 мм шириной, синие с острой вершиной. Околоцветник от кремового до белого цвета; трубка длиной 1,8-2,5 мм; верхняя губа длиной 2,8-4 мм, шириной 2-2,6 мм с острой загнутой вершиной. Цветёт в сентябре-декабре. Плод — орех 2,2 мм в длину и ширину кремовый, красно-коричневый; волоски по окружности около 0,5 мм длиной, немногочисленные, красно-коричневые; центральный пучок волосков отсутствует.

## Таксономия
Впервые этот вид был официально описан Лоренс Джонсон и Дональдом Макгилливрэем в 1975 году в журнале Telopea.

## Распространение и местообитание
Conospermum brownii — эндемик восточной Австралии. Встречается в районе Дарлинг-Даунс на юго-востоке Квинсленда и в Гибралтарском хребте на северных плоскогорьях Нового Южного Уэльса.